# Mort de Zineb Redouane
Le texte peut changer fréquemment, n’est peut-être pas à jour et peut manquer de recul. 
Le titre et la description de l'acte concerné reposent sur la qualification juridique retenue lors de la rédaction de l'article et peuvent évoluer en même temps que celle-ci.
L'affaire Zineb Redouane est une affaire judiciaire française liée à la mort d'une octogénaire à Marseille, le 2 décembre 2018, après qu'elle a été grièvement blessée la veille à son domicile situé au quatrième étage par une grenade lacrymogène tirée par les forces de l'ordre lors de l'acte III du mouvement des Gilets jaunes. Selon plusieurs témoins, elle a déclaré avoir été visée par les forces de l'ordre.
Une enquête préliminaire française est ouverte sur cette mort le 4 décembre 2018 et une enquête algérienne le 25 décembre. L'enquête française est critiquée par une partie de l'opinion pour ses zones d'ombres, des dissimulations alléguées de preuves, et l'autopsie contestée sur laquelle elle repose.
L'auteur du tir de grenade a été identifié par l'Inspection générale de la Police nationale mais n'a pas été sanctionné. L'information judiciaire est dépaysée à Lyon.
Amnesty international estime que cette affaire est « emblématique des difficultés d’accès à la justice en France pour les victimes de violences policières ».

## Faits

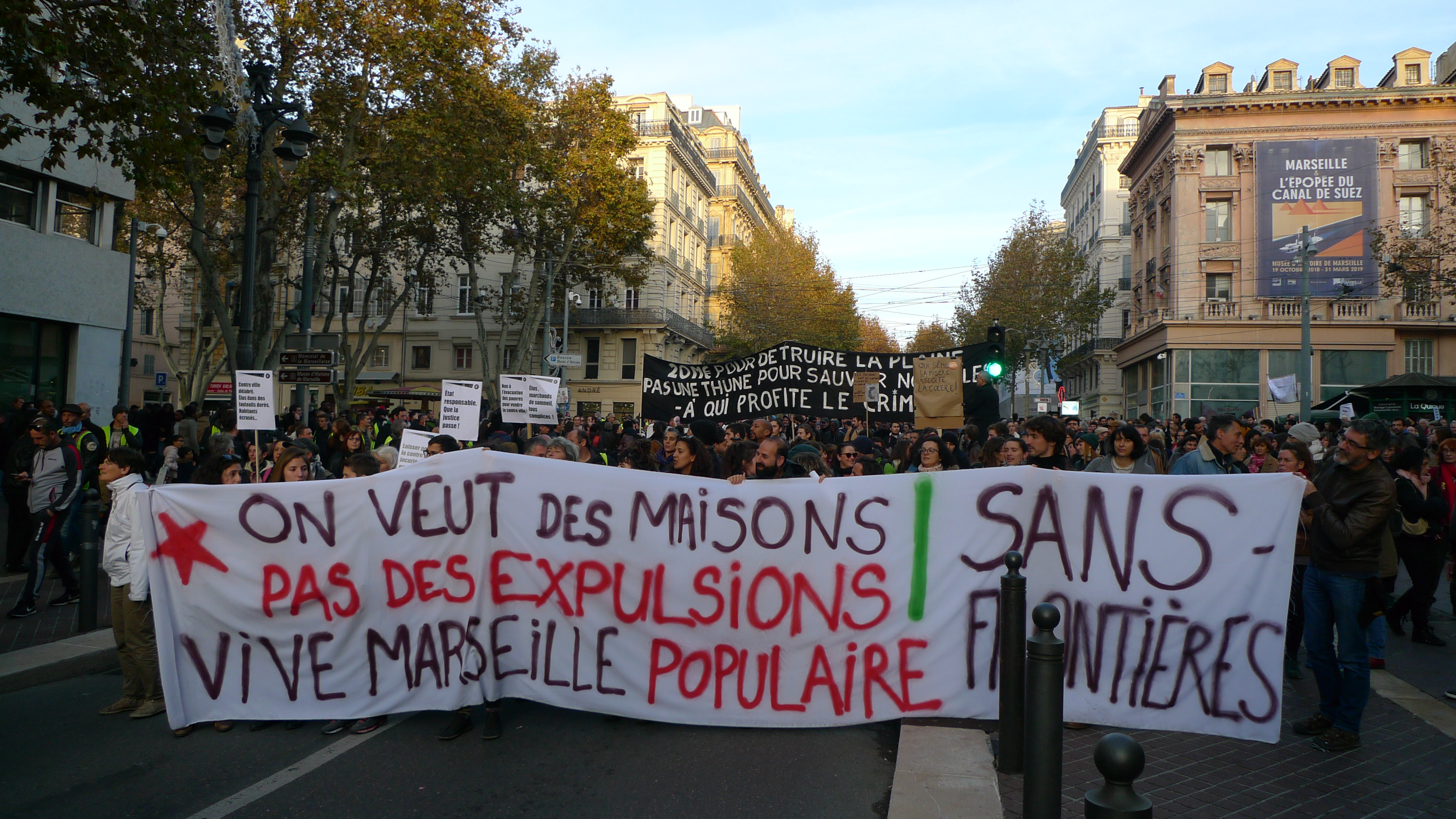
Le cortège de la manifestation du 1 décembre.

Zineb Zerari-Redouane est née le 6 juillet 1938 à Tunis, en Tunisie, d'un père commerçant algérien et d'une mère turque qui s'étaient rencontrés en Syrie,. Enfant, elle fréquente la mosquée Zitouna, où elle est instruite en arabe et en religion. Dans les années 1980, son mari, Ahmed Redouane, s'installe à Paris où il gère un hôtel et une librairie. Puis il revend l'hôtel parisien pour acquérir les hôtels Beauséjour et Rex de Marseille. Après le décès de son mari en 1996, Zineb Redouane prend son relais et gère l’hôtel Rex, qu'elle perd en 2002. Elle s'installe alors dans un petit appartement au 4e étage du 12 rue des Feuillants, à l'angle de la Canebière. Elle est décrite par ses proches comme quelqu'un de rieur, thalassophile, lisant beaucoup et s'intéressant à la religion, à l'histoire et à l'actualité. 
De nationalité algérienne, elle est en instance de renouvellement de sa carte de résidente au moment de son décès.  
Au moment de son décès, elle compte six enfants (tous installés en Afrique du Nord), neuf petits-enfants et trois arrière-petits-enfants.  
Souffrant du diabète et de problèmes cardiaques (pour lesquels elle porte un stimulateur), elle est décrite par certains médias comme étant de santé fragile.
Le 1er décembre 2018, trois manifestations ont lieu simultanément à Marseille : l'« acte III » du mouvement des Gilets jaunes, soutenu par la CGT,; la "Marche pour le droit à un logement digne" du Collectif du 5 novembre également soutenu par la CGT mais aussi par les écologistes; la manifestation de motards, objets de plus en plus de contrôles et de taxes et surtout dont le stationnement payant est censé bientôt être généralisé.
Le cortège des Gilets Jaunes se rassemble à 10h sur le Vieux-Port. Il se dirige vers les centres commerciaux Les Terrasses du Port et Les Docks Village aussitôt fermés et protégés. Compte tenu des débordements des manifestations passées, les forces de l'ordre les surveillent étroitement. En retournant sur le Vieux-Port et la Canebière qu'ils arpenteront toute la journée, les manifestants bloquent une entrée du port de La Joliette et le tunnel qui passe sous le Vieux-Port.
La marche blanche du Collectif du 5 novembre se rassemble à 15h au cours Julien devant l'église Notre-Dame du Mont pour se diriger elle aussi sur le Vieux-Port. Alors qu'ils descendent le boulevard Garibaldi vers 16h, un balcon s'effondre, mais tout reste calme jusqu'à ce que le cortège rejoigne celui des Gilets Jaunes devant la Mairie, en début de soirée.
La tension monte et la situation dégénere alors que la manifestation est censée toucher à sa fin. Des casseurs infiltrés parmi les manifestants en profitent pour déclencher des troubles afin de piller les boutiques avoisinantes, parmi lesquelles un magasin de téléphonie et une bijouterie. Les forces de l'ordre sont obligées d'intervenir et la manifestation tourne à l'affrontement avec les CRS. Un véhicule de police est incendié sur la Canebière ainsi que de poubelles et du mobilier urbain est saccagé,. Vers 21 h, la préfecture de police annoncera 21 interpellations.
Peu avant 19 h, le cortège passe devant le 12 rue des Feuillants, à l'angle de la Canebière, où Zineb Redouane est rentrée chez elle à 16 h 15, après avoir passé l'après-midi en compagnie de son amie Imen Souames. Alors qu'elle ferme ses volets pour se protéger des gaz lacrymogènes et de la fumée, elle reçoit un tir de grenade lacrymogène au visage vers 19 h 05. Deux capsules de dix grammes de gaz lacrymogène sont retrouvées chez elle, provenant d'un tir de lance-grenades MP7.
Selon plusieurs témoins, elle a déclaré avoir été visée par les forces de l'ordre, ce que confirme sa fille, alors au téléphone avec elle. Sa mère aurait dit, juste après avoir reçu la grenade : « Le policier m'a visée. Je l'ai vu. »
Elle est transportée à l'hôpital de la Timone puis à celui de la Conception où elle meurt le lendemain, à 22 h 30, d'un arrêt cardiaque alors qu'elle est au bloc opératoire,. Zineb Redouane est inhumée le 25 décembre 2018 à Birkhadem en Algérie.

## Enquêtes
Le 3 décembre 2018, le procureur de la République, Xavier Tarabeux, indique à la radio que Zineb Redouane est morte d'« un choc opératoire ». Selon  lui, « on ne peut pas établir de lien de cause à effet entre la blessure et le décès ». Le même jour, une autopsie est effectuée à l'hôpital de la Timone. Il est constaté un « traumatisme facial sévère, avec fractures de l'ensemble de l'hémiface droite, et des fractures costales » ainsi qu'un « œdème aigu du poumon ». Le médecin légiste ne se prononce pas directement sur la cause de la mort, mais évoque les antécédents médicaux de Zineb Redouane. Une enquête préliminaire est ouverte à Marseille le 4 décembre. Le procureur d'Alger ouvre une enquête préliminaire le 25 du même mois et une autre autopsie est menée le même jour à l'hôpital Mustapha-Pacha. Le site Le Média publie le rapport le 1er juillet 2019 : l'autopsie conclut que le traumatisme facial est « imputable à l'impact d'un projectile non pénétrant [...], pouvant correspondre à une bombe lacrymogène » et qu'il est « directement responsable de la mort par aggravation de l’état antérieur de la défunte »,.
Une information judiciaire est ouverte en mars 2019. La famille porte plainte pour violences ayant entraîné la mort et demande le dépaysement de l'enquête, six mois après le décès, en faisant valoir le fait que l’enquête n’a pas avancé et que le policier n’a toujours pas été identifié malgré la présence d’une caméra de surveillance,. L’enquête judiciaire française est très critiquée par plusieurs média dont Arrêt sur images qui s'interroge « la police cherche-t-elle à faire obstacle à la vérité sur la mort de Zineb Redouane ? ». En cause, « l’autopsie algérienne qui contredit la française », mais aussi les révélations de plusieurs média, dont celui de Denis Robert du Média d'après qui selon ses sources « il n’y a pas eu qu’un seul tir de grenade. Il y en a eu plusieurs. D’ailleurs, on n’est même pas sûrs que ce soit uniquement des grenades » et qu'« un ou des policiers, vraisemblablement des CRS, seraient montés dans l’appartement de madame Redouane et l’auraient nettoyé à grande eau, enlevant les objets brisés et les traces de tir et de grenade » selon une jeune policière qui « s’est confiée et a craqué ». Mediapart et Le Monde révèlent que « c'est André Ribes, numéro 2 du parquet de Marseille, qui était aux côtés des forces de l’ordre lors de la manifestation du 1er décembre 2018, avec l’accord du procureur de République de Marseille » et qu'il « n’en avait informé ni les enquêteurs, ni la juge d’instruction marseillaise » alors qu'il était chargé du début de l’enquête. Mediapart et Le Canard enchaîné révèlent aussi des « CRS amnésiques », aucun d'entre eux n'ayant reconnu être l’auteur des tirs, et des « armes non fournies à l'IGPN » par le capitaine de la compagnie de CRS incriminée. L'avocat de la famille porte plainte contre X auprès du procureur de la république de Marseille pour  « altération et soustraction de preuves ». Le Parisien dévoile que la seule caméra qui était dans l'angle de tir a été déclarée inopérante par l'IGPN qui est visée par une plainte pour faux en écriture publique aggravé  déposée par la famille de Zineb Redouane qui accuse l’IGPN d’entraver l’enquête.
Le procureur général de la cour d'appel d'Aix-en-Provence est conscient que la présence du procureur adjoint André Ribes aux côtés des forces de l'ordre — avant qu'il ne soit chargé du début de l'enquête — peut faire naître la suspicion. Il déclare : « Les polémiques entretenues sur le manque supposé d'objectivité du parquet de Marseille, dit le procureur général, sont de nature à faire craindre une exploitation de cet élément. » Le 14 juin, il demande à la chambre criminelle de la Cour de cassation de dépayser l'enquête. Le 21 août, la Cour de cassation ordonne le dépaysement à Lyon.
Le 20 mai 2020, le rapport d'expertise balistique réalisé à Lyon entre décembre 2018 et mai 2020 est remis à la juge marseillaise qui l'avait commandé lorsqu'elle instruisait l'enquête. Le rapport indique que le fonctionnaire de police, auteur du tir, a été finalement identifié, et que le tir « a été effectué selon les règles d'usage », sans visée : « la grenade de type MP7 lancée par l'arme de type Cougar a atteint la victime de manière totalement accidentelle ». L'avocat de la famille de la victime Yassine Bouzrou espère que cette expertise sera ignorée par les nouveaux juges : « Tous les mensonges, dissimulations de preuves et les faux en écritures publiques dans ce dossier constituent une association de malfaiteurs en vue d'exonérer le policier qui a tué Zineb Redouane ». Le 30 novembre 2020, une modélisation réalisée par le média Disclose et l'agence Forensic Architecture conclut que la responsabilité du policier est « clairement engagée ». La vidéo mise en ligne par Disclose contredit la thèse du rapport officiel d'expertise : on y voit le CRS qui a tiré regarder à plusieurs reprises en direction de la fenêtre de la victime.
À l'issue de l'enquête administrative, alors que la directrice de l'IGPN, Brigitte Julien, recommande de convoquer un conseil de discipline, le directeur général de la Police Nationale classe le dossier administratif sans prendre de sanction. Le dossier administratif est transmis au juge chargé de l'instruction au tribunal judiciaire de Lyon,.
Deux ans après le décès, la fille de Zineb Redouane, Milfet, annonce déposer plainte contre Christophe Castaner pour « altération et soustraction de preuves », estimant que l'ancien ministre de l'Intérieur a « entrav[é] la manifestation de la vérité », en disculpant immédiatement les CRS, encore non-identifiés, qui ont lancé la grenade.
À l'automne 2021, France Inter révèle que l'auteur du tir de grenade a été identifié par l'Inspection générale de la Police nationale (IGPN), mais que le directeur général de la police nationale Frédéric Veaux a refusé de suivre l'avis de l'IGPN, qui demandait « le renvoi en conseil de discipline [des] deux policiers ». L'enquête administrative est fermée, l'information judiciaire se poursuit à Lyon.
Fin 2022, l'enquête semble au point mort. Pour Amnesty International, le dossier judiciaire est un «cas emblématique de violences policières impunies».
Dans une ordonnance datée du 1er mars 2023 , la magistrate lyonnaise désigne deux experts pour déterminer la « responsabilité médicale » des pompiers et du personnel de l’hôpital dans leur prise en charge de la victime, semblant étudier l'hypothèse du procureur de la République de Marseille Xavier Tarabeux, qui avait estimé que la mort résultait « d’un choc opératoire et non d’un choc facial », une « thèse ridicule » selon l'avocat de la famille de la victime.
Le 12 septembre 2024, le CRS auteur du tir mortel est mis en examen pour « homicide involontaire ».

## Réactions
Le ministre de l'Intérieur, Christophe Castaner, déclare en mars 2019 sur France Inter : « Je ne voudrais pas qu’on laisse penser que les forces de l’ordre ont tué Zineb Redouane. Parce que c’est faux. » Il réaffirme sa position en août de la même année sur la chaîne BFM TV : « Qu'on n'accuse pas la police d'avoir tué quelqu'un, ça n'est pas le cas. » Milfet Redouane, benjamine de Zineb, lui répond dans un entretien pour Libération en septembre 2019 : « Comment [Christophe Castaner et Emmanuel Macron] peuvent dire que ma mère n'est pas morte à cause de sa blessure par la grenade lacrymogène ? Qu'il n'y a pas eu de mort en marge des manifestations des Gilets jaunes ? Qu'on ne peut pas laisser dire que madame Redouane a été tuée par la police ? »
Après la médiatisation de sa mort, Zineb Redouane devient un symbole des luttes anti-violences policières. Elle est considérée par d'autres comme la « neuvième morte » de l'effondrement des immeubles de la rue d'Aubagne et par certains militants antiracistes comme une nouvelle preuve du racisme de la police.
Le 7 décembre 2018, 300 personnes se réunissent à Marseille pour rendre hommage à Zineb Redouane. Huit jours après, une manifestation rassemble entre 200 et 300 personnes devant l'immeuble où vivait Zineb Redouane. Il y est réclamé la vérité sur sa mort ainsi que le retour de son corps auprès de sa famille en Algérie. Une marche en sa mémoire est organisée le 2 mars 2019. Une centaine de personnes y défilent. Une nouvelle marche est organisée à la mi-septembre : elle réunit un demi-millier de personnes. Plusieurs autres rassemblements sont organisés simultanément dans d'autres villes.
- Rassemblement en hommage à Zineb Redouane, le 7 décembre 2018.

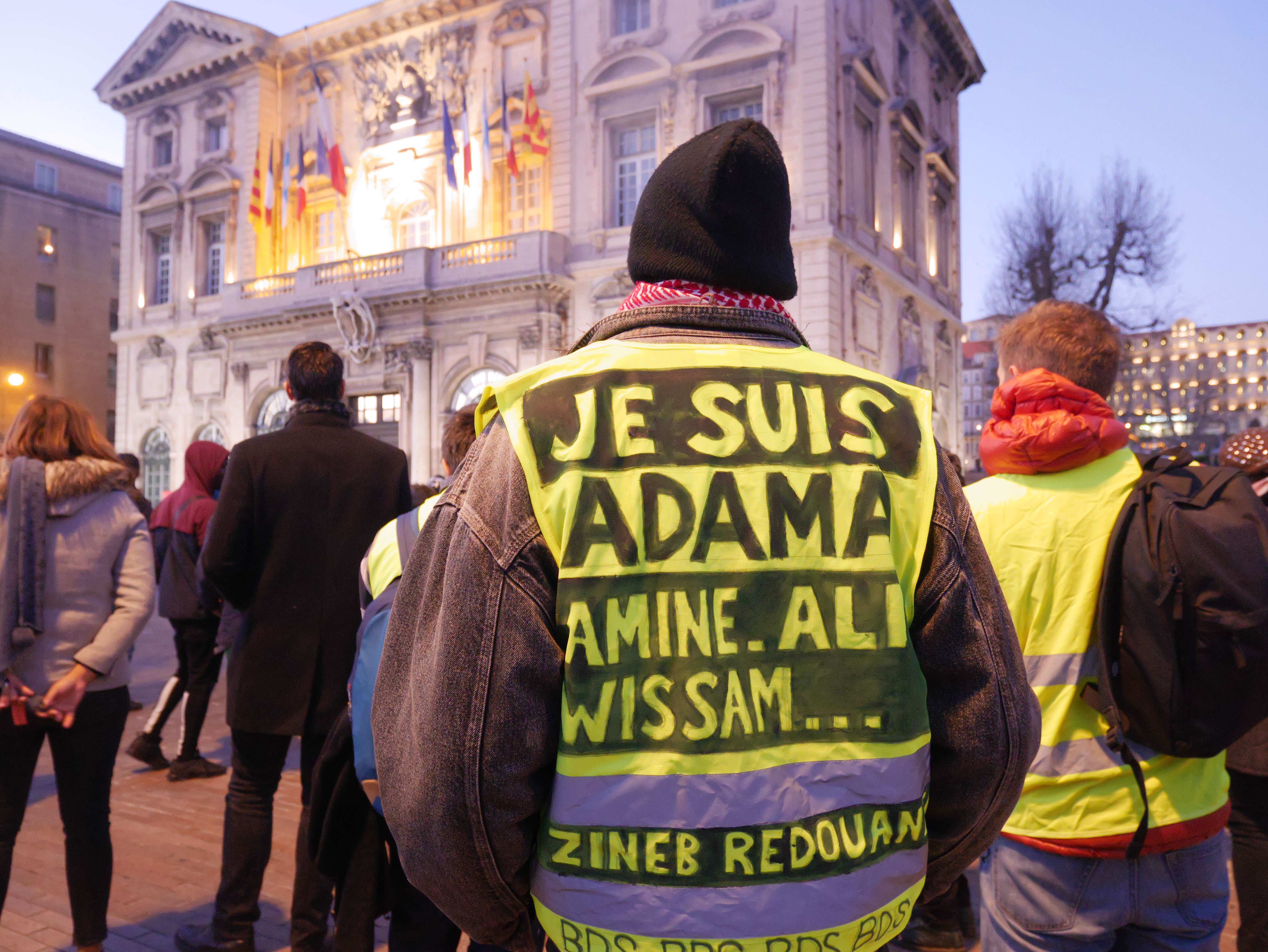
Soutien d'un Gilet jaune à Zineb Redouane, en janvier 2019.
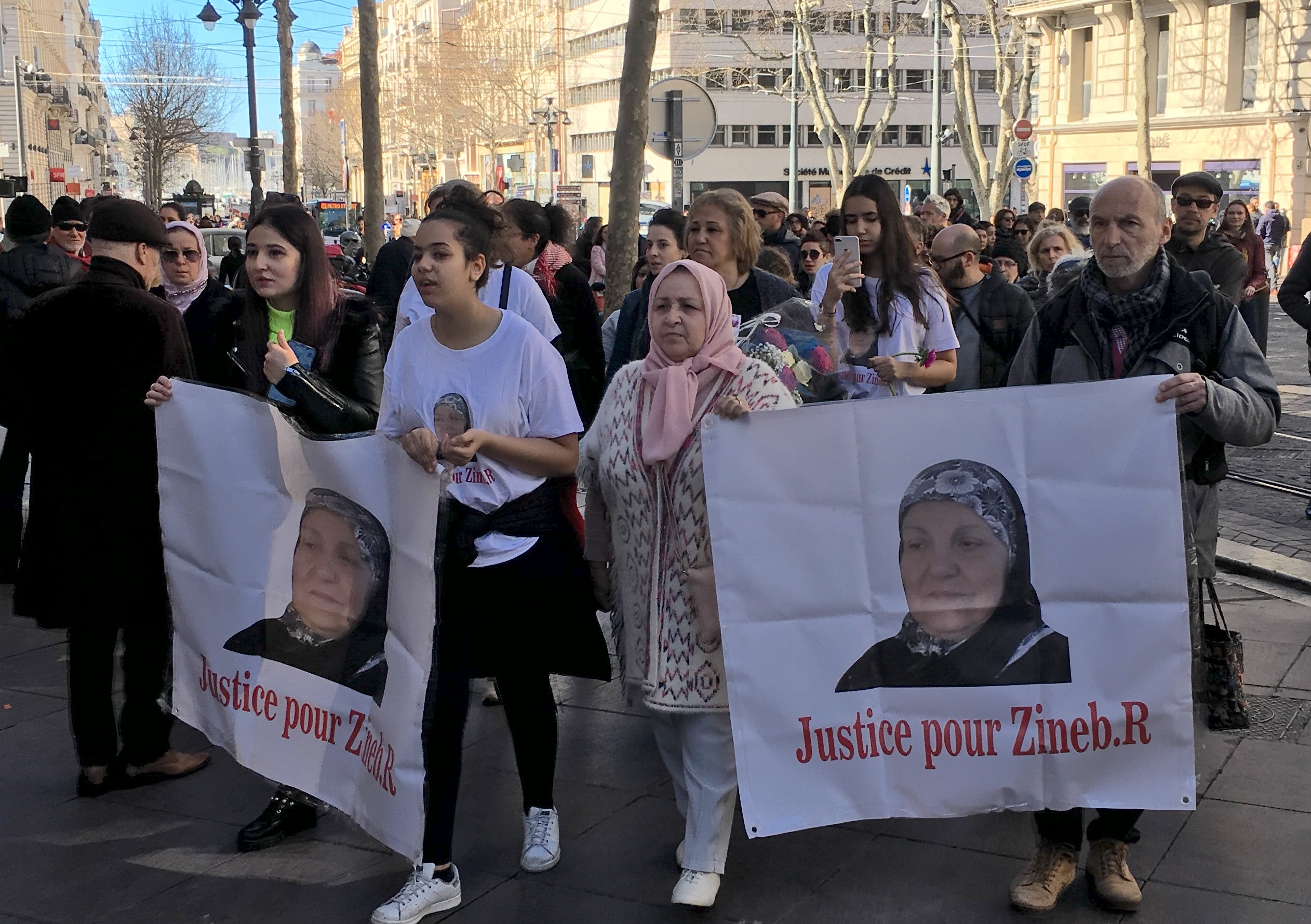
La marche du 2 mars 2019.
- Vidéo militante de la marche du 12 juillet 2019 à Marseille, réunissant Gilets jaunes et le comité Vérité et justice pour Adama.
- Vidéo militante de la marche du 6 août 2019 à Marseille, en mémoire de Zineb Redouane et de Steve Maia Caniço.

Des rassemblements sont organisés les 2 et 4 décembre 2021, et encore en 2022.

## Documentaires
- « Zineb Redouane : une femme tuée à sa fenêtre : épisode • 5/5 du podcast Carte blanche à Isabelle Hautbout et François Riquier » [audio], sur Les Pieds sur terre, sur France Culture (consulté le 15 juillet 2023)